# ものすごくうるさくて、ありえないほど近い (映画)
『ものすごくうるさくて、ありえないほど近い』（原題: Extremely Loud & Incredibly Close）は、スティーヴン・ダルドリー監督、エリック・ロス脚本の2011年のアメリカのドラマ映画。ジョナサン・サフラン・フォアによる同名小説を原作とする。

## ストーリー
宝石店を営むトーマスは、アスペルガー症候群を抱える11歳の息子のオスカーと一緒に「調査探検」という遊びをやり、オスカーに人と関わることを経験させていた。ある日、今まで以上に大規模な調査探検として、ニューヨークに幻の第6区があったとオスカーに話し、オスカーは手がかりの捜索を始めた。
しかし、トーマスはアメリカ同時多発テロ事件により亡くなり、ショックを受けたオスカーは調査探検を中断する。父の死から1年後、オスカーはクローゼットの棚から落ちた青い花瓶の中からひとつの鍵を見つけ、その秘密を探るべく、母のリンダと衝突しながらも、鍵が入っていた封筒に書かれた「ブラック」という苗字の人物を探すため、ニューヨーク5区をまたぐ472人のブラックの調査探検を再開した。はじめにアビー・ブラックという女性を訪ねるが、夫が去っていくという大変な瞬間だったため、彼女から手がかりを得ることはできなかった。その後、何人ものブラックという人物を訪ねて回ったが、一向に進展しない。
そのことで度々パニックに陥るオスカーだが、発声障害を抱える、祖母の家の間借り人と知り合う。オスカーの話を聞き、彼も探検に加わることになった。今まで怖くて乗れなかった地下鉄なども彼のおかげで使えるようになるが、調査は遅々として進まない。彼も戦争で両親を亡くしたトラウマがあり、子どもが好きになれなかったという。オスカーは間借り人と一緒に探検をしているうちに、肩をすくめる彼の仕草が父と似ていることに気づき、祖父であると確信する。間借り人に、父の最期の電話記録を聞かせるオスカーだったが、彼は「君を助けたかったが、傷つけただけだった」という手紙を残してオスカーの元を去ってしまう。
封筒にあった新聞の切れ端から「遺品セール」という言葉を見つけ、最初に会いに行ったアビー・ブラックに連絡して彼女の元夫の会社に行く。元夫は2年前に険悪な仲だった父親が余命2カ月と宣言された時に遺品セールを開いたが、そのとき青い花瓶を妻の誕生日祝にもらっていった人がいたという。元夫は父親の遺言に「花瓶の中に貸金庫の鍵を入れた。お前に渡したいものが入っている」と書いてあったため、セールで花瓶を渡した男を探していたが、「人探し」の貼り紙をしても9・11直後でビラが町中にあふれていて効果がなかったとうなだれた。オスカーは父からの最後の電話に出られず後悔していることを今まで誰にも話さないでいたが、彼に初めて打ち明ける。
鍵について徒労に終わり、オスカーは自暴自棄になる。見かねた母のリンダが「普通にならなくて今のままでいい」「私があなたから目を離すと思う？」といい、計画を見抜き、どの家にも先回りしていたことを告白し、初めて悲しみが共有される。訪ねた「大勢の人が大切な何かを失っていた」という。訪れたブラックさんたちに感謝の手紙を書いて感動を与え、祖父にも帰ってきてと頼む。父が小さい頃遊んでいたというセントラルパークのブランコから「ようやく見つけたね」という父からのメモが発見される。そこには「おめでとう、第6区の存在と自分のすばらしさを証明した」とあった。

## キャスト
※括弧内は日本語吹き替え
- トーマス・シェル - トム・ハンクス（江原正士）
- リンダ・シェル - サンドラ・ブロック（本田貴子）
- オスカー・シェル - トーマス・ホーン（武田華）
- 間借り人 - マックス・フォン・シドー
- アビー・ブラック - ヴィオラ・デイヴィス（山像かおり）
- スタン - ジョン・グッドマン（岡田吉弘）
- ウィリアム・ブラック - ジェフリー・ライト（谷昌樹）
- オスカーの祖母 - ゾーイ・コールドウェル（鈴木れい子）
- 鍵屋 - スティーヴン・ヘンダーソン（楠見尚己）
- ハゼル・ブラック - ヘイゼル・グッドマン（水野ゆふ）
- 牧師 - デニス・ハーン（山内健嗣）
- マリス・ブラック - ライカ・ドッタヴィオ（高橋里枝）
- アストリッド・ブラック - ブルック・ブルーム（平野夏那子）
- 馬屋の少女 - クロエ・ローイ（川島悠美）
- 少女 - ベイリー・グレイ（原島梢）
- バーテンダー - ウィリアム・ユーマンズ（田尻浩章）
- 先生 - スティーヴン・クンケン（林和良）
- 警備員 - エヴァ・カミンスキー（岡田恵）
- ロン - ジェームズ・ガンドルフィーニ（カメオ出演）

## スタッフ
- 監督：スティーブン・ダルドリー
- 脚本：エリック・ロス
- 原作：ジョナサン・サフラン・フォア「ものすごくうるさくて、ありえないほど近い」
- 製作：スコット・ルーディン
- 製作総指揮：セリア・D・コスタス、マーク・ロイバル、ノーラ・スキナー
- 撮影監督：クリス・メンゲス
- プロダクションデザイナー：K・K・バレット
- 編集：クレア・シンプソン
- 衣裳デザイン：アン・ロス
- 音楽：アレクサンドル・デスプラ
- 日本語字幕：今泉恒子
- 吹替翻訳：野口尊子

## 製作

### 企画
2010年8月の報道によると、スティーブン・ダルドリーとスコット・ルーディンは5年に亘り原作の映画化企画に携わっていた。脚本にはエリック・ロスが雇われた。パラマウント映画とワーナー・ブラザースの共同製作であり、ワーナーが「リード・スタジオ」となった。撮影監督はクリス・メンゲス、美術監督はK・K・バレット、衣裳デザイナーはアン・ロスが務めた。また当初、映画ポスターにはニコ・マーリーが作曲家としてクレジットされていたが、2011年10月21日、アレクサンドル・デスプラが正式に選ばれたことが報じられた。

### キャスティング
トム・ハンクスとサンドラ・ブロックが最初にキャスティングされた。2010年10月下旬よりオスカー役を演じる「9から13歳の白人の少年」の募集が全国規模で行われ、2010年12月、12歳のトマス・ホーンが最終的に選ばれた。ホーンは2010年10月に『ジェパディ!』の「キッズ・ウィーク」で優勝していた。ホーンはそれまで演技に興味を持っておらず、彼がクイズ番組に出演していたところをプロデューサーの目にとまった。2011年1月3日、『ハリウッド・リポーター』によってジョン・グッドマンの出演が報じられた。同月、ヴィオラ・デイヴィスとジェフリー・ライトもキャストに加わった。

### 撮影
主要撮影は2011年3月にニューヨークで始まり、2011年6月に「中断」された。2011年5月16日にはマンハッタンのロウアー・イースト・サイドとチャイナタウンで撮影が行われ、オーチャード・ストリートとグランド・ストリートを結ぶ角ではクレーンが使われた。本作はArri Alexaで撮影され、また、ポストプロダクション時のデータ格納にArriのArriRaw形式を用いた初めての長編映画である。

### 音楽
- サウンドトラック - 2011年12月20日リリース。

## 公開
ダルドリーは当初、同時多発テロから10周年となる2011年9月11日公開を望んでいた。テスト・スクリーニングは2011年9月25日にニューヨークで行われた。2011年12月25日にアメリカ合衆国で限定公開され、翌2012年1月20日に拡大された。イギリスでは2012年2月17日に公開された。

### ホームメディア
リージョン1形式のBlu-ray、DVD、デジタル・ダウンロードは2012年3月27日に発売された。

## 評価
Rotten Tomatoesでは165件の評論家レビュー中、支持率は47%、平均点は5.6/10となった。またMetacriticでは40件のレビューに基づいて、評価の加重平均値を46/100としている。

### 受賞とノミネート
スティーブン・ダルドリー監督の前2作が作品賞にノミネートされていたこともあり、本作も第84回アカデミー賞のコンテンダーとなることが有力視されていた。しかしながら、映画評論家の反応は賛否両論であり、また主要な映画批評家協会賞、ゴールデングローブ賞、全米映画俳優組合賞でも無視されたことから、もはや有力候補では無いとみなされた。
| 賞                                     | 部門                   | 候補者                   | 結果       |
| -------------------------------------- | ---------------------- | ------------------------ | ---------- |
| アカデミー賞                           | 作品賞                 | スコット・ルーディン     | ノミネート |
| アカデミー賞                           | 助演男優賞             | マックス・フォン・シドー | ノミネート |
| 美術監督組合                           | コンテンポラリー作品賞 | K・K・バレット           | ノミネート |
| ボストン映画批評家協会賞               | 助演男優賞             | マックス・フォン・シドー | ノミネート |
| 放送映画批評家協会賞                   | 作品賞                 |                          | ノミネート |
| 放送映画批評家協会賞                   | 監督賞                 | スティーブン・ダルドリー | ノミネート |
| 放送映画批評家協会賞                   | 若手俳優賞             | トーマス・ホーン         | 受賞       |
| 放送映画批評家協会賞                   | 脚色賞                 | エリック・ロス           | ノミネート |
| ダラス・フォートワース映画批評家協会賞 | 作品賞                 |                          | ノミネート |
| ダラス・フォートワース映画批評家協会賞 | 助演男優賞             | マックス・フォン・シドー | ノミネート |
| ジョージア映画批評家協会賞             | 助演男優賞             | マックス・フォン・シドー | ノミネート |
| ジョージア映画批評家協会賞             | 助演女優賞             | サンドラ・ブロック       | ノミネート |
| ヒューストン映画批評家協会賞           | 作品賞                 |                          | ノミネート |
| フェニックス映画批評家協会賞           | 作曲賞                 | アレクサンドル・デスプラ | ノミネート |
| フェニックス映画批評家協会賞           | 若手男優賞             | トーマス・ホーン         | 受賞       |
| フェニックス映画批評家協会賞           | ブレイクスルー演技賞   | トーマス・ホーン         | 受賞       |
| サンディエゴ映画批評家協会賞           | 助演男優賞             | マックス・フォン・シドー | ノミネート |
| サンディエゴ映画批評家協会賞           | 音楽賞                 | アレクサンドル・デスプラ | ノミネート |